# Jean-François Coste (navigateur)
Pour les articles homonymes, voir Jean-François Coste (homonymie) et Coste.
 Jean-François Coste est un navigateur et skipper professionnel français. 

## Biographie
Coste est un ancien médecin passionné de voile. Eric Tabarly le fait naviguer avec lui. Il lui confie Pen Duick III pour qu'il participe  au  Vendée Globe 1989-1990 mais il ne se berce  d'aucune illusion. Quand il rencontre Jean Bousquet PDG de Cacharel  pour financer la remise en état de son bateau, l'antique Pen Duick III, sacré bateau de l'année en...1967, il ne cherche pas à mentir à son mécène.  "Quelles sont les chances de gagner ?" s'enquiert Jean Bousquet. "Aucune", lui répond Coste. Bousquet sourit et sort son carnet de chèques. Il termine en septième et dernière place, devenant ainsi le premier dernier de l'histoire du Vendée Globe, en 163 j 01 h 19 min 20 s

## Réalisateur
En 1995 il réalise un film documentaire Paroles de solitaires sur les navigateurs des deux premiers Vendée Globe.

## Palmarès
- 1989-1990
  - 7e du Vendée Globe sur Cacharel

## Biographie
- Christophe Agnus et Pierre-Yves Lautrou, Le roman du Vendée-Globe, Éditions Grasset, octobre 2004, 384 p. (ISBN 978-2246675914)